# Agdestis clematidea
Agdestis clematidea là một loài thực vật thuộc chi đơn loài Agdestis trong họ Phytolaccaceae.